# Tour des Alpes 2021
Pour un article plus général, voir Tour des Alpes.
La 44e édition du Tour des Alpes (nom officiel : Tour of the Alps 2021) a lieu du 19 au 23 avril 2021, en Autriche et en Italie, sur un parcours de 713,6 km. La course fait partie de la Coupe d'Italie et du calendrier UCI ProSeries en catégorie 2.Pro. 

## Équipes
23 équipes participent à la course, 13 UCI WorldTeams, 8 UCI ProTeams, une équipe continentale, une sélection nationale.
| WorldTeams (13)- Astana-Premier Tech - Bora-Hansgrohe - Bahrain Victorious - Team BikeExchange - EF Education-Nippo - Groupama-FDJ - Ineos Grenadiers - Israel Start-Up Nation - Qhubeka Assos - Trek-Segafredo - UAE Team Emirates - AG2R Citroën Team - Team DSM ProTeams (7)- Androni Giocattoli-Sidermec - Arkéa-Samsic - Bardiani CSF Faizanè - Caja Rural-Seguros RGA - Eolo-Kometa - Gazprom-RusVelo - Uno-X Pro Cycling Team Équipe continentale- Tirol KTM Cycling Team |
| |

## Étapes
| Étape     | Date    | Villes étapes           | type                      | Distance (km) | Dénivelé (m) | Vainqueur d'étape   | Leader du classement général |
| --------- | ------- | ----------------------- | ------------------------- | ------------- | ------------ | ------------------- | ---------------------------- |
| 1re étape | 19 avr. | Bressanone – Innsbruck  | étape vallonnée           | 140,6         | 1 951 m      | Gianni Moscon       | Gianni Moscon                |
| 2e étape  | 20 avr. | Innsbruck – Kaunertal   | étape de montagne         | 121,5         | 2 922 m      | Simon Yates         | Simon Yates                  |
| 3e étape  | 21 avr. | Imst – Naturno          | étape de montagne         | 162           | 2 997 m      | Gianni Moscon       | Simon Yates                  |
| 4e étape  | 22 avr. | Naturno – Pieve di Bono | étape de montagne         | 168,6         | 4 577 m      | Pello Bilbao        | Simon Yates                  |
| 5e étape  | 23 avr. | Idro – Riva del Garda   | étape de moyenne montagne | 120,9         | 2 728 m      | Felix Großschartner | Simon Yates                  |

## Déroulement de la course

### 1reétape
| \| Classement de l'étape \| Classement de l'étape \| Classement de l'étape \| Classement de l'étape \| Classement de l'étape \| \| Coureur \| Coureur \| Pays \| Équipe \| Temps \| \| --------------------- \| --------------------------- \| --------------------- \| --------------------------- \| --------------------- \| \| 1er \| Gianni Moscon \| Italie \| Ineos Grenadiers \| 3 h 29 min 24 s \| \| 2e \| Idar Andersen \| Norvège \| Uno-X Pro Cycling Team \| + 0 s \| \| 3e \| Aleksandr Riabushenko \| Biélorussie \| UAE Team Emirates \| + 0 s \| \| 4e \| Fabio Felline \| Italie \| Astana-Premier Tech \| + 0 s \| \| 5e \| Nick Schultz \| Australie \| BikeExchange \| + 0 s \| \| 6e \| Enrico Battaglin \| Italie \| Bardiani CSF Faizanè \| + 0 s \| \| 7e \| Gianluca Brambilla \| Italie \| Trek-Segafredo \| + 0 s \| \| 8e \| Ruben Guerreiro \| Portugal \| EF Education-Nippo \| + 0 s \| \| 9e \| Natnael Tesfatsion \| Érythrée \| Androni Giocattoli-Sidermec \| + 0 s \| \| 10e \| Reinardt Janse van Rensburg \| Afrique du Sud \| Qhubeka Assos \| + 0 s \| |                             |                |                             |                 |
| |                             |                |                             |                 |
| Source : ProCyclingStats |                             |                |                             |                 |
| Classement de l'étape |                             |                |                             |                 |
| Coureur | Coureur                     | Pays           | Équipe                      | Temps           |
| 1er | Gianni Moscon               | Italie         | Ineos Grenadiers            | 3 h 29 min 24 s |
| 2e | Idar Andersen               | Norvège        | Uno-X Pro Cycling Team      | + 0 s           |
| 3e | Aleksandr Riabushenko       | Biélorussie    | UAE Team Emirates           | + 0 s           |
| 4e | Fabio Felline               | Italie         | Astana-Premier Tech         | + 0 s           |
| 5e | Nick Schultz                | Australie      | BikeExchange                | + 0 s           |
| 6e | Enrico Battaglin            | Italie         | Bardiani CSF Faizanè        | + 0 s           |
| 7e | Gianluca Brambilla          | Italie         | Trek-Segafredo              | + 0 s           |
| 8e | Ruben Guerreiro             | Portugal       | EF Education-Nippo          | + 0 s           |
| 9e | Natnael Tesfatsion          | Érythrée       | Androni Giocattoli-Sidermec | + 0 s           |
| 10e | Reinardt Janse van Rensburg | Afrique du Sud | Qhubeka Assos               | + 0 s           |

| \| Classement général \| Classement général \| Classement général \| Classement général \| Classement général \| \| Coureur \| Coureur \| Pays \| Équipe \| Temps \| \| ------------------ \| --------------------------- \| ------------------ \| --------------------------- \| ------------------ \| \| 1er \| Gianni Moscon \| Italie \| Ineos Grenadiers \| 3 h 29 min 14 s \| \| 2e \| Idar Andersen \| Norvège \| Uno-X Pro Cycling Team \| + 4 s \| \| 3e \| Aleksandr Riabushenko \| Biélorussie \| UAE Team Emirates \| + 6 s \| \| 4e \| Fabio Felline \| Italie \| Astana-Premier Tech \| + 10 s \| \| 5e \| Nick Schultz \| Australie \| BikeExchange \| + 10 s \| \| 6e \| Enrico Battaglin \| Italie \| Bardiani CSF Faizanè \| + 10 s \| \| 7e \| Gianluca Brambilla \| Italie \| Trek-Segafredo \| + 10 s \| \| 8e \| Ruben Guerreiro \| Portugal \| EF Education-Nippo \| + 10 s \| \| 9e \| Natnael Tesfatsion \| Érythrée \| Androni Giocattoli-Sidermec \| + 10 s \| \| 10e \| Reinardt Janse van Rensburg \| Afrique du Sud \| Qhubeka Assos \| + 10 s \| |                             |                |                             |                 |
| |                             |                |                             |                 |
| Source : ProCyclingStats |                             |                |                             |                 |
| Classement général |                             |                |                             |                 |
| Coureur | Coureur                     | Pays           | Équipe                      | Temps           |
| 1er | Gianni Moscon               | Italie         | Ineos Grenadiers            | 3 h 29 min 14 s |
| 2e | Idar Andersen               | Norvège        | Uno-X Pro Cycling Team      | + 4 s           |
| 3e | Aleksandr Riabushenko       | Biélorussie    | UAE Team Emirates           | + 6 s           |
| 4e | Fabio Felline               | Italie         | Astana-Premier Tech         | + 10 s          |
| 5e | Nick Schultz                | Australie      | BikeExchange                | + 10 s          |
| 6e | Enrico Battaglin            | Italie         | Bardiani CSF Faizanè        | + 10 s          |
| 7e | Gianluca Brambilla          | Italie         | Trek-Segafredo              | + 10 s          |
| 8e | Ruben Guerreiro             | Portugal       | EF Education-Nippo          | + 10 s          |
| 9e | Natnael Tesfatsion          | Érythrée       | Androni Giocattoli-Sidermec | + 10 s          |
| 10e | Reinardt Janse van Rensburg | Afrique du Sud | Qhubeka Assos               | + 10 s          |

### 2eétape
| \| Classement de l'étape \| Classement de l'étape \| Classement de l'étape \| Classement de l'étape \| Classement de l'étape \| \| Coureur \| Coureur \| Pays \| Équipe \| Temps \| \| --------------------- \| --------------------- \| --------------------- \| --------------------------- \| --------------------- \| \| 1er \| Simon Yates \| Royaume-Uni \| BikeExchange \| 6 h 46 min 56 s \| \| 2e \| Pavel Sivakov \| Russie \| Ineos Grenadiers \| + 45 s \| \| 3e \| Dan Martin \| Irlande \| Israel Start-Up Nation \| + 1 min 04 s \| \| 4e \| Aleksandr Vlasov \| Russie \| Astana-Premier Tech \| + 1 min 08 s \| \| 5e \| Alexander Cepeda \| Équateur \| Androni Giocattoli-Sidermec \| + 1 min 08 s \| \| 6e \| Jai Hindley \| Australie \| Team DSM \| + 1 min 27 s \| \| 7e \| Hugh Carthy \| Royaume-Uni \| EF Education-Nippo \| + 1 min 27 s \| \| 8e \| Nick Schultz \| Australie \| BikeExchange \| + 1 min 52 s \| \| 9e \| Ruben Guerreiro \| Portugal \| EF Education-Nippo \| + 1 min 52 s \| \| 10e \| Pello Bilbao \| Espagne \| Bahrain Victorious \| + 1 min 52 s \| |                  |             |                             |                 |
| |                  |             |                             |                 |
| Source : ProCyclingStats |                  |             |                             |                 |
| Classement de l'étape |                  |             |                             |                 |
| Coureur | Coureur          | Pays        | Équipe                      | Temps           |
| 1er | Simon Yates      | Royaume-Uni | BikeExchange                | 6 h 46 min 56 s |
| 2e | Pavel Sivakov    | Russie      | Ineos Grenadiers            | + 45 s          |
| 3e | Dan Martin       | Irlande     | Israel Start-Up Nation      | + 1 min 04 s    |
| 4e | Aleksandr Vlasov | Russie      | Astana-Premier Tech         | + 1 min 08 s    |
| 5e | Alexander Cepeda | Équateur    | Androni Giocattoli-Sidermec | + 1 min 08 s    |
| 6e | Jai Hindley      | Australie   | Team DSM                    | + 1 min 27 s    |
| 7e | Hugh Carthy      | Royaume-Uni | EF Education-Nippo          | + 1 min 27 s    |
| 8e | Nick Schultz     | Australie   | BikeExchange                | + 1 min 52 s    |
| 9e | Ruben Guerreiro  | Portugal    | EF Education-Nippo          | + 1 min 52 s    |
| 10e | Pello Bilbao     | Espagne     | Bahrain Victorious          | + 1 min 52 s    |

| \| Classement général \| Classement général \| Classement général \| Classement général \| Classement général \| \| Coureur \| Coureur \| Pays \| Équipe \| Temps \| \| ------------------ \| ------------------ \| ------------------ \| --------------------------- \| ------------------ \| \| 1er \| Simon Yates \| Royaume-Uni \| BikeExchange \| 6 h 46 min 56 s \| \| 2e \| Pavel Sivakov \| Russie \| Ineos Grenadiers \| + 45 s \| \| 3e \| Dan Martin \| Irlande \| Israel Start-Up Nation \| + 1 min 04 s \| \| 4e \| Aleksandr Vlasov \| Russie \| Astana-Premier Tech \| + 1 min 08 s \| \| 5e \| Alexander Cepeda \| Équateur \| Androni Giocattoli-Sidermec \| + 1 min 08 s \| \| 6e \| Jai Hindley \| Australie \| Team DSM \| + 1 min 27 s \| \| 7e \| Hugh Carthy \| Royaume-Uni \| EF Education-Nippo \| + 1 min 27 s \| \| 8e \| Nick Schultz \| Australie \| BikeExchange \| + 1 min 52 s \| \| 9e \| Ruben Guerreiro \| Portugal \| EF Education-Nippo \| + 1 min 52 s \| \| 10e \| Pello Bilbao \| Espagne \| Bahrain Victorious \| + 1 min 52 s \| |                  |             |                             |                 |
| |                  |             |                             |                 |
| Source : ProCyclingStats |                  |             |                             |                 |
| Classement général |                  |             |                             |                 |
| Coureur | Coureur          | Pays        | Équipe                      | Temps           |
| 1er | Simon Yates      | Royaume-Uni | BikeExchange                | 6 h 46 min 56 s |
| 2e | Pavel Sivakov    | Russie      | Ineos Grenadiers            | + 45 s          |
| 3e | Dan Martin       | Irlande     | Israel Start-Up Nation      | + 1 min 04 s    |
| 4e | Aleksandr Vlasov | Russie      | Astana-Premier Tech         | + 1 min 08 s    |
| 5e | Alexander Cepeda | Équateur    | Androni Giocattoli-Sidermec | + 1 min 08 s    |
| 6e | Jai Hindley      | Australie   | Team DSM                    | + 1 min 27 s    |
| 7e | Hugh Carthy      | Royaume-Uni | EF Education-Nippo          | + 1 min 27 s    |
| 8e | Nick Schultz     | Australie   | BikeExchange                | + 1 min 52 s    |
| 9e | Ruben Guerreiro  | Portugal    | EF Education-Nippo          | + 1 min 52 s    |
| 10e | Pello Bilbao     | Espagne     | Bahrain Victorious          | + 1 min 52 s    |

### 3eétape
| \| Classement de l'étape \| Classement de l'étape \| Classement de l'étape \| Classement de l'étape \| Classement de l'étape \| \| Coureur \| Coureur \| Pays \| Équipe \| Temps \| \| --------------------- \| --------------------- \| --------------------- \| ---------------------- \| --------------------- \| \| 1er \| Gianni Moscon \| Italie \| Ineos Grenadiers \| 4 h 04 min 25 s \| \| 2e \| Felix Großschartner \| Autriche \| Bora-Hansgrohe \| + 0 s \| \| 3e \| Michael Storer \| Australie \| Team DSM \| + 1 s \| \| 4e \| Matteo Fabbro \| Italie \| Bora-Hansgrohe \| + 1 s \| \| 5e \| Alessandro De Marchi \| Italie \| Israel Start-Up Nation \| + 1 s \| \| 6e \| Antonio Nibali \| Italie \| Trek-Segafredo \| + 1 s \| \| 7e \| François Bidard \| France \| AG2R Citroën Team \| + 1 s \| \| 8e \| Pello Bilbao \| Espagne \| Bahrain Victorious \| + 1 s \| \| 9e \| Luis León Sánchez \| Espagne \| Astana-Premier Tech \| + 1 s \| \| 10e \| Hermann Pernsteiner \| Autriche \| Bahrain Victorious \| + 13 s \| |                      |           |                        |                 |
| |                      |           |                        |                 |
| Source : ProCyclingStats |                      |           |                        |                 |
| Classement de l'étape |                      |           |                        |                 |
| Coureur | Coureur              | Pays      | Équipe                 | Temps           |
| 1er | Gianni Moscon        | Italie    | Ineos Grenadiers       | 4 h 04 min 25 s |
| 2e | Felix Großschartner  | Autriche  | Bora-Hansgrohe         | + 0 s           |
| 3e | Michael Storer       | Australie | Team DSM               | + 1 s           |
| 4e | Matteo Fabbro        | Italie    | Bora-Hansgrohe         | + 1 s           |
| 5e | Alessandro De Marchi | Italie    | Israel Start-Up Nation | + 1 s           |
| 6e | Antonio Nibali       | Italie    | Trek-Segafredo         | + 1 s           |
| 7e | François Bidard      | France    | AG2R Citroën Team      | + 1 s           |
| 8e | Pello Bilbao         | Espagne   | Bahrain Victorious     | + 1 s           |
| 9e | Luis León Sánchez    | Espagne   | Astana-Premier Tech    | + 1 s           |
| 10e | Hermann Pernsteiner  | Autriche  | Bahrain Victorious     | + 13 s          |

| \| Classement général \| Classement général \| Classement général \| Classement général \| Classement général \| \| Coureur \| Coureur \| Pays \| Équipe \| Temps \| \| ------------------ \| ------------------ \| ------------------ \| --------------------------- \| ------------------ \| \| 1er \| Simon Yates \| Royaume-Uni \| BikeExchange \| 10 h 52 min 10 s \| \| 2e \| Pavel Sivakov \| Russie \| Ineos Grenadiers \| + 45 s \| \| 3e \| Pello Bilbao \| Espagne \| Bahrain Victorious \| + 1 min 04 s \| \| 4e \| Dan Martin \| Irlande \| Israel Start-Up Nation \| + 1 min 04 s \| \| 5e \| Aleksandr Vlasov \| Russie \| Astana-Premier Tech \| + 1 min 08 s \| \| 6e \| Alexander Cepeda \| Équateur \| Androni Giocattoli-Sidermec \| + 1 min 08 s \| \| 7e \| Jai Hindley \| Australie \| Team DSM \| + 1 min 27 s \| \| 8e \| Hugh Carthy \| Royaume-Uni \| EF Education-Nippo \| + 1 min 27 s \| \| 9e \| Ruben Guerreiro \| Portugal \| EF Education-Nippo \| + 1 min 52 s \| \| 10e \| Nick Schultz \| Australie \| BikeExchange \| + 1 min 52 s \| |                  |             |                             |                  |
| |                  |             |                             |                  |
| Source : ProCyclingStats |                  |             |                             |                  |
| Classement général |                  |             |                             |                  |
| Coureur | Coureur          | Pays        | Équipe                      | Temps            |
| 1er | Simon Yates      | Royaume-Uni | BikeExchange                | 10 h 52 min 10 s |
| 2e | Pavel Sivakov    | Russie      | Ineos Grenadiers            | + 45 s           |
| 3e | Pello Bilbao     | Espagne     | Bahrain Victorious          | + 1 min 04 s     |
| 4e | Dan Martin       | Irlande     | Israel Start-Up Nation      | + 1 min 04 s     |
| 5e | Aleksandr Vlasov | Russie      | Astana-Premier Tech         | + 1 min 08 s     |
| 6e | Alexander Cepeda | Équateur    | Androni Giocattoli-Sidermec | + 1 min 08 s     |
| 7e | Jai Hindley      | Australie   | Team DSM                    | + 1 min 27 s     |
| 8e | Hugh Carthy      | Royaume-Uni | EF Education-Nippo          | + 1 min 27 s     |
| 9e | Ruben Guerreiro  | Portugal    | EF Education-Nippo          | + 1 min 52 s     |
| 10e | Nick Schultz     | Australie   | BikeExchange                | + 1 min 52 s     |

### 4eétape
| \| Classement de l'étape \| Classement de l'étape \| Classement de l'étape \| Classement de l'étape \| Classement de l'étape \| \| Coureur \| Coureur \| Pays \| Équipe \| Temps \| \| --------------------- \| --------------------- \| --------------------- \| --------------------------- \| --------------------- \| \| 1er \| Pello Bilbao \| Espagne \| Bahrain Victorious \| 4 h 39 min 42 s \| \| 2e \| Aleksandr Vlasov \| Russie \| Astana-Premier Tech \| + 0 s \| \| 3e \| Simon Yates \| Royaume-Uni \| BikeExchange \| + 0 s \| \| 4e \| Nairo Quintana \| Colombie \| Arkéa-Samsic \| + 58 s \| \| 5e \| Alexander Cepeda \| Équateur \| Androni Giocattoli-Sidermec \| + 1 min 06 s \| \| 6e \| Hugh Carthy \| Royaume-Uni \| EF Education-Nippo \| + 1 min 06 s \| \| 7e \| Ruben Guerreiro \| Portugal \| EF Education-Nippo \| + 1 min 16 s \| \| 8e \| Romain Bardet \| France \| Team DSM \| + 1 min 16 s \| \| 9e \| Gianluca Brambilla \| Italie \| Trek-Segafredo \| + 1 min 16 s \| \| 10e \| Matteo Fabbro \| Italie \| Bora-Hansgrohe \| + 1 min 22 s \| |                    |             |                             |                 |
| |                    |             |                             |                 |
| Source : ProCyclingStats |                    |             |                             |                 |
| Classement de l'étape |                    |             |                             |                 |
| Coureur | Coureur            | Pays        | Équipe                      | Temps           |
| 1er | Pello Bilbao       | Espagne     | Bahrain Victorious          | 4 h 39 min 42 s |
| 2e | Aleksandr Vlasov   | Russie      | Astana-Premier Tech         | + 0 s           |
| 3e | Simon Yates        | Royaume-Uni | BikeExchange                | + 0 s           |
| 4e | Nairo Quintana     | Colombie    | Arkéa-Samsic                | + 58 s          |
| 5e | Alexander Cepeda   | Équateur    | Androni Giocattoli-Sidermec | + 1 min 06 s    |
| 6e | Hugh Carthy        | Royaume-Uni | EF Education-Nippo          | + 1 min 06 s    |
| 7e | Ruben Guerreiro    | Portugal    | EF Education-Nippo          | + 1 min 16 s    |
| 8e | Romain Bardet      | France      | Team DSM                    | + 1 min 16 s    |
| 9e | Gianluca Brambilla | Italie      | Trek-Segafredo              | + 1 min 16 s    |
| 10e | Matteo Fabbro      | Italie      | Bora-Hansgrohe              | + 1 min 22 s    |

| \| Classement général \| Classement général \| Classement général \| Classement général \| Classement général \| \| Coureur \| Coureur \| Pays \| Équipe \| Temps \| \| ------------------ \| ------------------ \| ------------------ \| --------------------------- \| ------------------ \| \| 1er \| Simon Yates \| Royaume-Uni \| BikeExchange \| 15 h 31 min 48 s \| \| 2e \| Pello Bilbao \| Espagne \| Bahrain Victorious \| + 58 s \| \| 3e \| Aleksandr Vlasov \| Russie \| Astana-Premier Tech \| + 1 min 06 s \| \| 4e \| Alexander Cepeda \| Équateur \| Androni Giocattoli-Sidermec \| + 2 min 18 s \| \| 5e \| Pavel Sivakov \| Russie \| Ineos Grenadiers \| + 2 min 37 s \| \| 6e \| Hugh Carthy \| Royaume-Uni \| EF Education-Nippo \| + 2 min 37 s \| \| 7e \| Nairo Quintana \| Colombie \| Arkéa-Samsic \| + 2 min 54 s \| \| 8e \| Ruben Guerreiro \| Portugal \| EF Education-Nippo \| + 3 min 12 s \| \| 9e \| Romain Bardet \| France \| Team DSM \| + 3 min 12 s \| \| 10e \| Nick Schultz \| Australie \| BikeExchange \| + 3 min 36 s \| |                  |             |                             |                  |
| |                  |             |                             |                  |
| Source : ProCyclingStats |                  |             |                             |                  |
| Classement général |                  |             |                             |                  |
| Coureur | Coureur          | Pays        | Équipe                      | Temps            |
| 1er | Simon Yates      | Royaume-Uni | BikeExchange                | 15 h 31 min 48 s |
| 2e | Pello Bilbao     | Espagne     | Bahrain Victorious          | + 58 s           |
| 3e | Aleksandr Vlasov | Russie      | Astana-Premier Tech         | + 1 min 06 s     |
| 4e | Alexander Cepeda | Équateur    | Androni Giocattoli-Sidermec | + 2 min 18 s     |
| 5e | Pavel Sivakov    | Russie      | Ineos Grenadiers            | + 2 min 37 s     |
| 6e | Hugh Carthy      | Royaume-Uni | EF Education-Nippo          | + 2 min 37 s     |
| 7e | Nairo Quintana   | Colombie    | Arkéa-Samsic                | + 2 min 54 s     |
| 8e | Ruben Guerreiro  | Portugal    | EF Education-Nippo          | + 3 min 12 s     |
| 9e | Romain Bardet    | France      | Team DSM                    | + 3 min 12 s     |
| 10e | Nick Schultz     | Australie   | BikeExchange                | + 3 min 36 s     |

### 5eétape
| \| Classement de l'étape \| Classement de l'étape \| Classement de l'étape \| Classement de l'étape \| Classement de l'étape \| \| Coureur \| Coureur \| Pays \| Équipe \| Temps \| \| --------------------- \| --------------------- \| --------------------- \| ---------------------- \| --------------------- \| \| 1er \| Felix Großschartner \| Autriche \| Bora-Hansgrohe \| 3 h 03 min 38 s \| \| 2e \| Nicolas Roche \| Irlande \| Team DSM \| + 34 s \| \| 3e \| Alessandro De Marchi \| Italie \| Israel Start-Up Nation \| + 34 s \| \| 4e \| Gianni Moscon \| Italie \| Ineos Grenadiers \| + 40 s \| \| 5e \| Alejandro Osorio \| Colombie \| Caja Rural-Seguros RGA \| + 40 s \| \| 6e \| Romain Bardet \| France \| Team DSM \| + 40 s \| \| 7e \| Luis León Sánchez \| Espagne \| Astana-Premier Tech \| + 40 s \| \| 8e \| Ruben Guerreiro \| Portugal \| EF Education-Nippo \| + 40 s \| \| 9e \| Mark Padun \| Ukraine \| Bahrain Victorious \| + 40 s \| \| 10e \| Matteo Fabbro \| Italie \| Bora-Hansgrohe \| + 40 s \| |                      |          |                        |                 |
| |                      |          |                        |                 |
| Source : ProCyclingStats |                      |          |                        |                 |
| Classement de l'étape |                      |          |                        |                 |
| Coureur | Coureur              | Pays     | Équipe                 | Temps           |
| 1er | Felix Großschartner  | Autriche | Bora-Hansgrohe         | 3 h 03 min 38 s |
| 2e | Nicolas Roche        | Irlande  | Team DSM               | + 34 s          |
| 3e | Alessandro De Marchi | Italie   | Israel Start-Up Nation | + 34 s          |
| 4e | Gianni Moscon        | Italie   | Ineos Grenadiers       | + 40 s          |
| 5e | Alejandro Osorio     | Colombie | Caja Rural-Seguros RGA | + 40 s          |
| 6e | Romain Bardet        | France   | Team DSM               | + 40 s          |
| 7e | Luis León Sánchez    | Espagne  | Astana-Premier Tech    | + 40 s          |
| 8e | Ruben Guerreiro      | Portugal | EF Education-Nippo     | + 40 s          |
| 9e | Mark Padun           | Ukraine  | Bahrain Victorious     | + 40 s          |
| 10e | Matteo Fabbro        | Italie   | Bora-Hansgrohe         | + 40 s          |

## Classements finals

### Classement général final
| \| Classement général \| Classement général \| Classement général \| Classement général \| Classement général \| \| Coureur \| Coureur \| Pays \| Équipe \| Temps \| \| ------------------ \| ------------------ \| ------------------ \| --------------------------- \| ------------------ \| \| 1er \| Simon Yates \| Royaume-Uni \| BikeExchange \| 18 h 36 min 06 s \| \| 2e \| Pello Bilbao \| Espagne \| Bahrain Victorious \| + 58 s \| \| 3e \| Aleksandr Vlasov \| Russie \| Astana-Premier Tech \| + 1 min 06 s \| \| 4e \| Alexander Cepeda \| Équateur \| Androni Giocattoli-Sidermec \| + 2 min 25 s \| \| 5e \| Hugh Carthy \| Royaume-Uni \| EF Education-Nippo \| + 2 min 37 s \| \| 6e \| Pavel Sivakov \| Russie \| Ineos Grenadiers \| + 2 min 44 s \| \| 7e \| Nairo Quintana \| Colombie \| Arkéa-Samsic \| + 2 min 54 s \| \| 8e \| Ruben Guerreiro \| Portugal \| EF Education-Nippo \| + 3 min 12 s \| \| 9e \| Romain Bardet \| France \| Team DSM \| + 3 min 12 s \| \| 10e \| Nick Schultz \| Australie \| BikeExchange \| + 3 min 36 s \| |                  |             |                             |                  |
| |                  |             |                             |                  |
| Source : ProCyclingStats |                  |             |                             |                  |
| Classement général |                  |             |                             |                  |
| Coureur | Coureur          | Pays        | Équipe                      | Temps            |
| 1er | Simon Yates      | Royaume-Uni | BikeExchange                | 18 h 36 min 06 s |
| 2e | Pello Bilbao     | Espagne     | Bahrain Victorious          | + 58 s           |
| 3e | Aleksandr Vlasov | Russie      | Astana-Premier Tech         | + 1 min 06 s     |
| 4e | Alexander Cepeda | Équateur    | Androni Giocattoli-Sidermec | + 2 min 25 s     |
| 5e | Hugh Carthy      | Royaume-Uni | EF Education-Nippo          | + 2 min 37 s     |
| 6e | Pavel Sivakov    | Russie      | Ineos Grenadiers            | + 2 min 44 s     |
| 7e | Nairo Quintana   | Colombie    | Arkéa-Samsic                | + 2 min 54 s     |
| 8e | Ruben Guerreiro  | Portugal    | EF Education-Nippo          | + 3 min 12 s     |
| 9e | Romain Bardet    | France      | Team DSM                    | + 3 min 12 s     |
| 10e | Nick Schultz     | Australie   | BikeExchange                | + 3 min 36 s     |

### Classements annexes
| Classement du meilleur jeune | Classement du meilleur jeune | Classement du meilleur jeune | Classement du meilleur jeune | Classement du meilleur jeune |
| Coureur                      | Coureur                      | Pays                         | Équipe                       | Temps                        |
| ---------------------------- | ---------------------------- | ---------------------------- | ---------------------------- | ---------------------------- |
| 1er                          | Jefferson Cepeda             | Équateur                     | Caja Rural-Seguros RGA       | 18 h 38 min 31 s             |
| 2e                           | Alejandro Osorio             | Colombie                     | Caja Rural-Seguros RGA       | + 2 min 00 s                 |
| 3e                           | Florian Lipowitz             | Allemagne                    | Tirol KTM Cycling Team       | + 4 min 03 s                 |
| 4e                           | Erik Fetter                  | Hongrie                      | Eolo-Kometa                  | + 8 min 03 s                 |
| 5e                           | Attila Valter                | Hongrie                      | Groupama-FDJ                 | + 9 min 13 s                 |

| Classement du meilleur jeune | Classement du meilleur jeune | Classement du meilleur jeune | Classement du meilleur jeune | Classement du meilleur jeune |
| Coureur                      | Coureur                      | Pays                         | Équipe                       | Temps                        |
| ---------------------------- | ---------------------------- | ---------------------------- | ---------------------------- | ---------------------------- |
| 1er                          | Jefferson Cepeda             | Équateur                     | Caja Rural-Seguros RGA       | 18 h 38 min 31 s             |
| 2e                           | Alejandro Osorio             | Colombie                     | Caja Rural-Seguros RGA       | + 2 min 00 s                 |
| 3e                           | Florian Lipowitz             | Allemagne                    | Tirol KTM Cycling Team       | + 4 min 03 s                 |
| 4e                           | Erik Fetter                  | Hongrie                      | Eolo-Kometa                  | + 8 min 03 s                 |
| 5e                           | Attila Valter                | Hongrie                      | Groupama-FDJ                 | + 9 min 13 s                 |

| Classement de la montagne | Classement de la montagne | Classement de la montagne | Classement de la montagne        | Classement de la montagne |
| Coureur                   | Coureur                   | Pays                      | Équipe                           | Points                    |
| ------------------------- | ------------------------- | ------------------------- | -------------------------------- | ------------------------- |
| 1er                       | Alessandro De Marchi      | Italie                    | Israel Start-Up Nation           | 25 pts                    |
| 2e                        | Márton Dina               | Hongrie                   | Eolo-Kometa                      | 16 pts                    |
| 3e                        | Simon Yates               | Royaume-Uni               | BikeExchange                     | 14 pts                    |
| 4e                        | Reuben Thompson           | Nouvelle-Zélande          | Équipe continentale Groupama-FDJ | 10 pts                    |
| 5e                        | Thibaut Pinot             | France                    | Groupama-FDJ                     | 10 pts                    |

| Classement de la montagne | Classement de la montagne | Classement de la montagne | Classement de la montagne        | Classement de la montagne |
| Coureur                   | Coureur                   | Pays                      | Équipe                           | Points                    |
| ------------------------- | ------------------------- | ------------------------- | -------------------------------- | ------------------------- |
| 1er                       | Alessandro De Marchi      | Italie                    | Israel Start-Up Nation           | 25 pts                    |
| 2e                        | Márton Dina               | Hongrie                   | Eolo-Kometa                      | 16 pts                    |
| 3e                        | Simon Yates               | Royaume-Uni               | BikeExchange                     | 14 pts                    |
| 4e                        | Reuben Thompson           | Nouvelle-Zélande          | Équipe continentale Groupama-FDJ | 10 pts                    |
| 5e                        | Thibaut Pinot             | France                    | Groupama-FDJ                     | 10 pts                    |

| Classement des sprints | Classement des sprints | Classement des sprints | Classement des sprints | Classement des sprints |
| Coureur                | Coureur                | Pays                   | Équipe                 | Points                 |
| ---------------------- | ---------------------- | ---------------------- | ---------------------- | ---------------------- |
| 1er                    | Felix Engelhardt       | Allemagne              | Tirol KTM Cycling Team |                        |

| Classement des sprints | Classement des sprints | Classement des sprints | Classement des sprints | Classement des sprints |
| Coureur                | Coureur                | Pays                   | Équipe                 | Points                 |
| ---------------------- | ---------------------- | ---------------------- | ---------------------- | ---------------------- |
| 1er                    | Felix Engelhardt       | Allemagne              | Tirol KTM Cycling Team |                        |

| Classement par équipes | Classement par équipes | Classement par équipes | Classement par équipes |
| Équipe                 | Équipe                 | Pays                   | Temps                  |
| ---------------------- | ---------------------- | ---------------------- | ---------------------- |
| 1re                    | Ineos Grenadiers       | Royaume-Uni            | 56 h 01 min 17 s       |
| 2e                     | Team DSM               | Allemagne              | + 1 min 49 s           |
| 3e                     | Astana-Premier Tech    | Kazakhstan             | + 7 min 26 s           |
| 4e                     | AG2R Citroën Team      | France                 | + 9 min 18 s           |
| 5e                     | BikeExchange           | Australie              | + 9 min 51 s           |

| Classement par équipes | Classement par équipes | Classement par équipes | Classement par équipes |
| Équipe                 | Équipe                 | Pays                   | Temps                  |
| ---------------------- | ---------------------- | ---------------------- | ---------------------- |
| 1re                    | Ineos Grenadiers       | Royaume-Uni            | 56 h 01 min 17 s       |
| 2e                     | Team DSM               | Allemagne              | + 1 min 49 s           |
| 3e                     | Astana-Premier Tech    | Kazakhstan             | + 7 min 26 s           |
| 4e                     | AG2R Citroën Team      | France                 | + 9 min 18 s           |
| 5e                     | BikeExchange           | Australie              | + 9 min 51 s           |

### Classement UCI
La course attribue des points au Classement mondial UCI 2021 selon le barème suivant.
| Position           | 1er | 2e  | 3e  | 4e  | 5e | 6e | 7e | 8e | 9e | 10e | 11e | 12e | 13e | 14e | 15e | 16e à 30e | 31e à 40e |
| Classement général | 200 | 150 | 125 | 100 | 85 | 70 | 60 | 50 | 40 | 35  | 30  | 25  | 20  | 15  | 10  | 5         | 3         |
| Par étape          | 20  | 10  | 5   |     |    |    |    |    |    |     |     |     |     |     |     |           |           |
| Leader, par étape  | 5   |     |     |     |    |    |    |    |    |     |     |     |     |     |     |           |           |

## Évolution des classements
| Étape              | Vainqueur           | Classement général | Classement de la montagne | Classement des sprints | Classement du meilleur jeune | Classement par équipes |
| ------------------ | ------------------- | ------------------ | ------------------------- | ---------------------- | ---------------------------- | ---------------------- |
| 1                  | Gianni Moscon       | Gianni Moscon      | Alessandro De Marchi      | Felix Engelhardt       | Idar Andersen                | Bardiani CSF Faizanè   |
| 2                  | Simon Yates         | Simon Yates        | Simon Yates               | Felix Engelhardt       | Alexander Cepeda             | Team BikeExchange      |
| 3                  | Gianni Moscon       | Simon Yates        | Alessandro De Marchi      | Felix Engelhardt       | Alexander Cepeda             | Ineos Grenadiers       |
| 4                  | Pello Bilbao        | Simon Yates        | Márton Dina               | Felix Engelhardt       | Alexander Cepeda             | Ineos Grenadiers       |
| 5                  | Felix Großschartner | Simon Yates        | Alessandro De Marchi      | Felix Engelhardt       | Alexander Cepeda             | Ineos Grenadiers       |
| Classements finals | Classements finals  | Simon Yates        | Alessandro De Marchi      | Felix Engelhardt       | Alexander Cepeda             | Ineos Grenadiers       |